# Makiwara

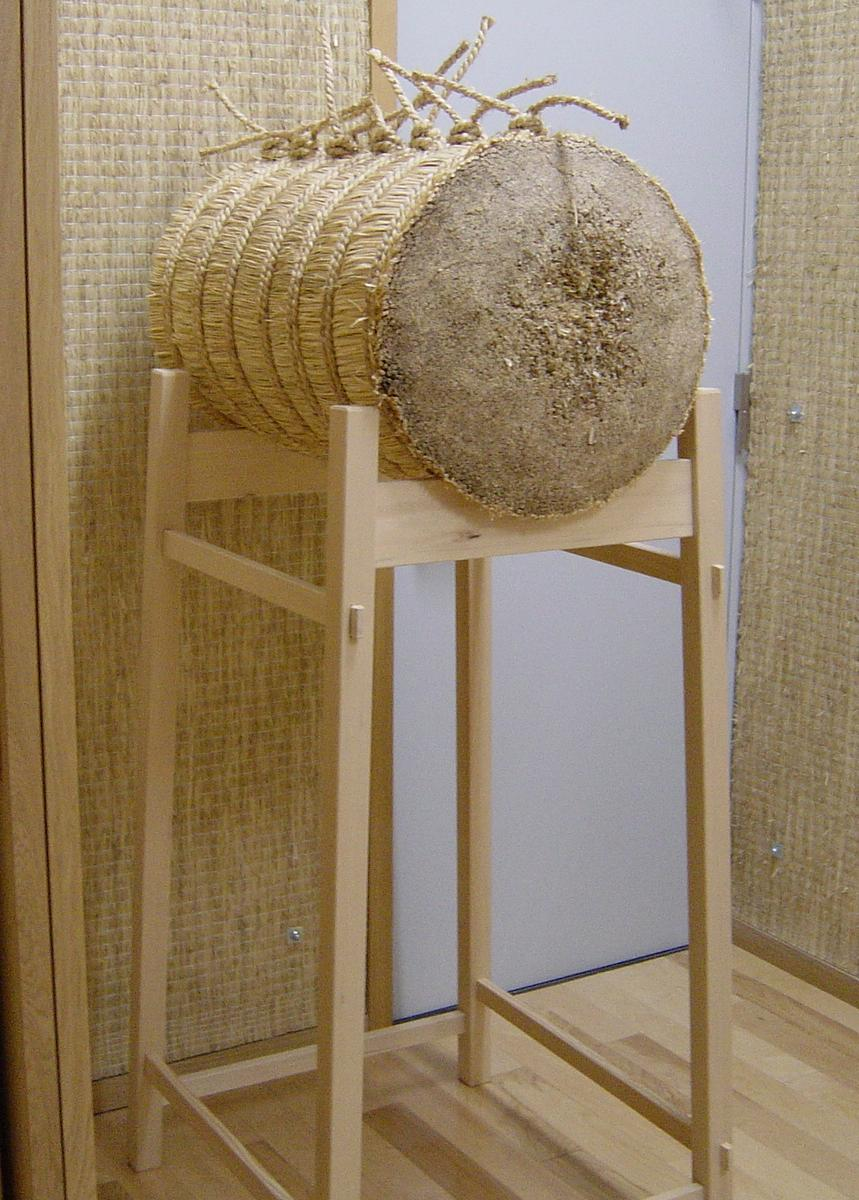
Makiwara wykorzystywana jako tarcza w łucznictwie kyūdō

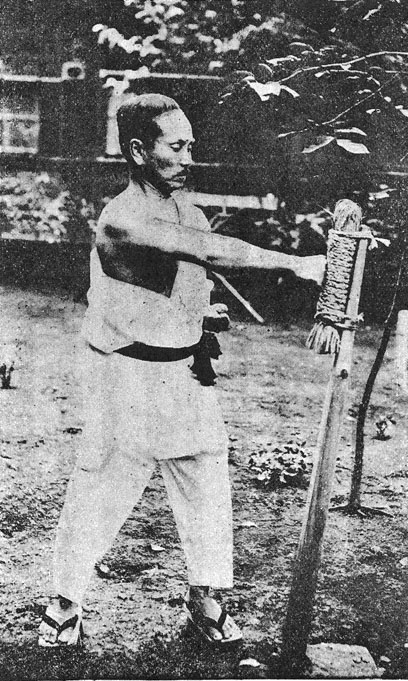
Gichin Funakoshi podczas treningu z makiwarą

Makiwara (jap. dosł. "snop słomy"; maki = rulon, zwitek, snop; wara = słoma) – uniwersalny przyrząd w postaci elastycznej, wkopanej pionowo w ziemię deski z poduszką amortyzującą służący do ćwiczenia wszystkich rodzajów ciosów. Dawniej wykonywany był ze zawiniętej w płótno słomy ryżowej.

## Zastosowanie
Ćwiczenia z makiwarą są podstawą karate i nie należy ich zaniedbywać. Ich wartość leży nie tylko we wzmocnieniu części ciała używanych do atakowania i blokowania, lecz w nauce koncentrowania w pięści podczas uderzenia mocy całego ciała. Jest to również skuteczny sposób nauczenia się oceny dystansu. Japończycy twierdzą, że najlepiej nadaje się hinoki (cyprys japoński), lecz może to być również sugi (kryptomeria japońska).
Ćwiczenia powinny być prowadzone regularnie i pilnie, natomiast bez pośpiechu. Trening powinien być poprzedzony cierpliwym utwardzaniem powierzchni uderzających. Uderzanie bez odpowiedniego przygotowania może doprowadzić do nadwyrężenia nadgarstka, popękania naskórka a co najgorsze do rozwarstwienia kości. Tak więc jest to trening dla osób, które posiadają pewne doświadczenie w karate. Makiwara jest urządzeniem używanym od wieków, w wielu szkołach walki. Jest niezbędna przy utwardzaniu powierzchni uderzeniowych, wzmacnianiu nadgarstka i ćwiczeniu technik zarówno ręcznych jak i nożnych. Dzięki odpowiednio dobranej grubości i twardości tarczy nie powoduje zmian zwyrodnieniowych stawów. Zastosowanie znajduje tam, gdzie liczy się siła i technika uderzenia: w boksie tajskim, karate, taekwondo, wushu.

## Budowa
Współczesna makiwara to długa deska wkopana w ziemię. Łączna wysokość to około dwa metry a szerokość około 15 centymetrów. Deska jest szersza u dołu a węższa u góry. Do deski w Japonii mocowano słomę ryżową. Obecnie zamiast słomy używa się z powodzeniem innych materiałów, które są odpowiednio twarde a równocześnie nieco elastyczne. Makiwarę należy wkopać w ziemię na odpowiednią głębokość (aby środek poduszki amortyzującej znajdował się na wysokości barków).